# Higashishirakawa (Gifu)
Higashishirakawa (東白川村 Higashishirakawa-mura?) es una villa localizada en la prefectura de Gifu, Japón. En octubre de 2019 tenía una población estimada de 2.032 habitantes y una densidad de población de 23,3 personas por km². Su área total es de 87,09 km².

## Geografía

### Localidades circundantes
- Prefectura de Gifu
  - Nakatsugawa
  - Shirakawa

## Demografía
Según los datos del censo japonés, esta es la población de Higashishirakawa en los últimos años.
| 1995  | 2000  | 2005  | 2010  | 2015  |
| ----- | ----- | ----- | ----- | ----- |
| 3.196 | 2.980 | 2.854 | 2.514 | 2.261 |